# Remanzacco
Remanzacco là một đô thị ở tỉnh Udine trong vùng Friuli-Venezia Giulia thuộc Ý, có cự ly khoảng 60 km về phía tây bắc của Trieste và khoảng 7 km về phía đông bắc của Udine. Tại thời điểm ngày 31 tháng 12 năm 2004, đô thị này có dân số 5.774 người và diện tích là 30,6 km².
Đô thị Remanzacco có các frazioni (đơn vị cấp dưới, chủ yếu là các làng) Ziracco, Selvis, Orzano, và Cerneglons.
Remanzacco giáp các đô thị: Faedis, Moimacco, Povoletto, Pradamano, Premariacco, Udine.